# Беголь
Бего́ль (фр. Bégole, окс. Begòla) — коммуна во Франции, находится в регионе Юг — Пиренеи. Департамент — Верхние Пиренеи. Входит в состав кантона Турне. Округ коммуны — Тарб.
Код INSEE коммуны — 65079.

## География

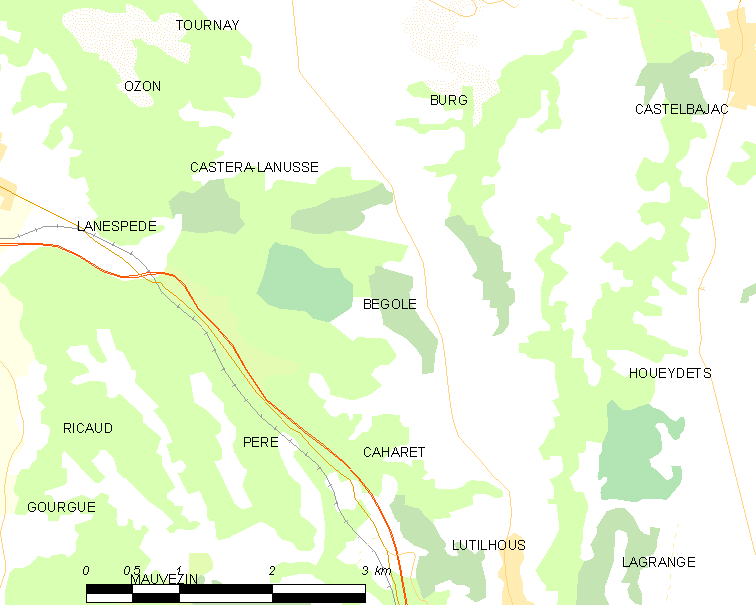
Карта коммуны

Коммуна расположена приблизительно в 660 км к югу от Парижа, в 105 км юго-западнее Тулузы, в 23 км к востоку от Тарба.
По территории коммуны протекает река Лен.

## Климат
Климат умеренно-океанический с солнечной тёплой погодой и обильными осадками на протяжении практически всего года.

## Население
Население коммуны на 2010 год составляло 186 человек.
| 1962 | 1968 | 1975 | 1982 | 1990 | 1999 | 2010 |
| ---- | ---- | ---- | ---- | ---- | ---- | ---- |
| 207  | 187  | 172  | 149  | 170  | 176  | 186  |

## Администрация
| Период | Период | Фамилия       | Партия | Примечания |
| ------ | ------ | ------------- | ------ | ---------- |
| 2001   | 2008   | Эрик Барбазан |        |            |
| 2008   | 2020   | Сильви Матлен |        |            |

## Экономика
В 2010 году среди 100 человек трудоспособного возраста (15-64 лет) 76 были экономически активными, 24 — неактивными (показатель активности — 76,0 %, в 1999 году было 71,8 %). Из 76 активных жителей работали 65 человек (31 мужчина и 34 женщины), безработных было 11 (7 мужчин и 4 женщины). Среди 24 неактивных 5 человек были учениками или студентами, 15 — пенсионерами, 4 были неактивными по другим причинам.

## Достопримечательности
- Железнодорожный виадук Ланеспед (1865—1867 года). Исторический памятник с 1984 года[4]